# Ral·li de Nova Zelanda

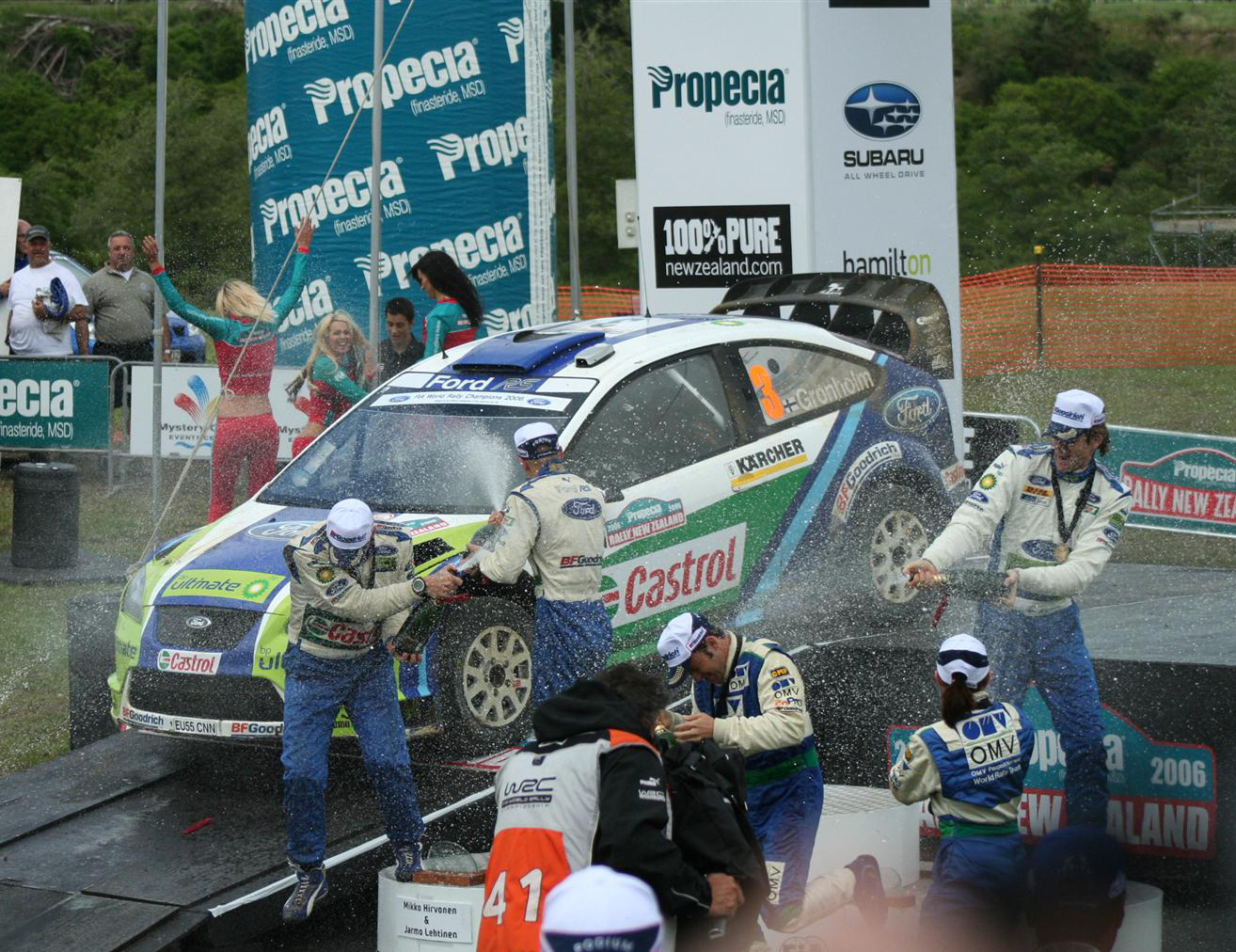
Marcus Grönholm, Mikko Hirvonen i Manfred Stoh al podi del 2006

El Ral·li de Nova Zelanda (oficialment Rally New Zealand) és un ral·li celebrat a Nova Zelanda que ha format part habitualment del Campionat Mundial de Ral·lis. És el més antic de l'hemisferi sud d'aquest campionat, al qual entrà el 1977. El 2001 fou designat "Ral·li de l'any". Habitualment sol disputar-se al voltant d'Auckland, tot i que al llarg de la història ha modificat molt el seu format, nom i ubicació.
Es disputa sobre camins de terra en molt bon estat entremig de camps verds i frondosos boscos. Combina trams ràpids i amples com els del Ral·li de Finlàndia amb altres de lents i sinuosos com els del Ral·li Acròpolis.
L'any 1996 va ser puntuable pel Campionat de Ral·lis Àsia-Pacífic, ja que aquell any, per qüestions de rotació de les proves, va quedar fora del calendari del Mundial.
L'any 1997 l'espanyol Carlos Sainz va perdre la cursa després d'atropellar una ovella que es trobava en ple tram, donant la victòria a Kenneth Eriksson, el qual va guanyar per tan sols 13 dècimes.
L'any 2022 Kalle Rovanperä es convertí en el pilot més jove fins aleshores en guanyar matemàticament el Campionat Mundial de Ral·lis, amb tan sols 22 anys i 1 dia.
El pilot amb un nombre més gran de victòries al Ral·li de Nova Zelanda és el finlandès Marcus Grönholm amb cinc victòries els anys 2000, 2002, 2003, 2006 i 2007, seguit de l'espanyol Carlos Sainz, guanyador a Nova Zelanda en quatre ocasions els anys 1990, 1991, 1992 i 1998. Darrere d'aquests dos pilots s'hi trobarien Colin McRae i Sébastien Loeb, amb tres victòries cadascun.

## Guanyadors
A 4 d'octubre de 2022
| Any  | Edició                                | Pilot                          | Copilot                        | Cotxe                          | Camp.       |
| ---- | ------------------------------------- | ------------------------------ | ------------------------------ | ------------------------------ | ----------- |
| 1969 | 1st Shell Silver Fern Rally           | Grady Thompson                 | Rick Rimmer                    | Holden Monaro                  |             |
| 1970 | 2nd Shell Silver Fern Rally           | Paul Adams                     | Don Fenwick                    | BMW 2002                       |             |
| 1971 | 3rd Heatway International Rally       | Bruce Hodgson                  | Mike Mitchell                  | Ford Cortina-Lotus             |             |
| 1972 | 4th Heatway International Motor Rally | Andrew Cowan                   | Jim Scott                      | BLMC Mini 1275 GT              |             |
| 1973 | 5th Heatway International Motor Rally | Hannu Mikkola                  | Jim Porter                     | Ford Escort RS 1600            |             |
| 1974 | Cancel·lat (Crisi del petroli)        | Cancel·lat (Crisi del petroli) | Cancel·lat (Crisi del petroli) | Cancel·lat (Crisi del petroli) |             |
| 1975 | 6th Heatway International Motor Rally | Mike Marshall                  | Arthur McWatt                  | Ford Escort RS 1800            |             |
| 1976 | 7th Radio NZ Heatway Rally            | Andrew Cowan                   | Jim Scott                      | Hillman Avenger                |             |
| 1977 | 8th South Pacific Rally               | Fulvio Bacchelli               | Francesco Rossetti             | Fiat 131 Abarth                | WRC         |
| 1978 | 9th Motogard Rally of New Zealand     | Russell Brookes                | Chris Porter                   | Ford Escort RS                 |             |
| 1979 | 10th Motorgard Rally of New Zealand   | Hannu Mikkola                  | Arne Hertz                     | Ford Escort RS                 | WRC         |
| 1980 | 11th Motorgard Rally                  | Timo Salonen                   | Seppo Harjanne                 | Datsun 160J                    | WRC         |
| 1981 | Motorgard Rally of New Zealand        | Jim Donald                     | Kevin Lancaster                | Ford Escort RS                 |             |
| 1982 | 12th Motorgard Rally of New Zealand   | Bjorn Waldegard                | Hans Thorszelius               | Toyota Celica                  | WRC         |
| 1983 | 13th Sanyo Rally of New Zealand       | Walter Röhrl                   | Christian Geistdorfer          | Lancia Rally 037               | WRC         |
| 1984 | 14th Sanyo Rally of New Zealand       | Stig Blomqvist                 | Bjorn Cederberg                | Audi Quattro                   | WRC         |
| 1985 | 15th AWA Clarion Rally of New Zealand | Timo Salonen                   | Seppo Harjanne                 | Peugeot 205 Turbo 16           | WRC         |
| 1986 | 16th Rally of New Zealand             | Juha Kankkunen                 | Juha Piironen                  | Peugeot 205 Turbo 16 E2        | WRC         |
| 1987 | 17th Rally of New Zealand             | Franz Witman                   | Jorg Pattermann                | Lancia Delta HF 4WD            | WRC         |
| 1988 | 18th Rothmans Rally of New Zealand    | Josef Haider                   | Ferdinand Hinterleitner        | Opel Kadett GSi 16V            | WRC         |
| 1989 | 19th Rothmans Rally of New Zealand    | Ingvar Carlsson                | Per Carlsson                   | Mazda 323 4WD                  | WRC         |
| 1990 | 20th Rothmans Rally of New Zealand    | Carlos Sainz                   | Luis Moya                      | Toyota Celica GT-Four          | WRC         |
| 1991 | 21st Rothmans Rally of New Zealand    | Carlos Sainz                   | Luis Moya                      | Toyota Celica GT-Four          | WRC         |
| 1992 | 22nd Rothmans Rally of New Zealand    | Carlos Sainz                   | Luis Moya                      | Toyota Celica Turbo 4WD        | WRC         |
| 1993 | 23rd Rothmans Rally of New Zealand    | Colin McRae                    | Derek Ringer                   | Subaru Legacy RS               | WRC         |
| 1994 | 24th Rothmans Rally of New Zealand    | Colin McRae                    | Derek Ringer                   | Subaru Impreza 555             | WRC         |
| 1995 | 25th Smokefree Rally of New Zealand   | Colin McRae                    | Derek Ringer                   | Subaru Impreza 555             | WRC, C2L    |
| 1996 | 26th Rally of New Zealand             | Richard Burns                  | Robert Reid                    | Mitsubishi Lancer Evo III      | C2L, APRC   |
| 1997 | 27th Smokefree Rally of New Zealand   | Kenneth Eriksson               | Staffan Parmander              | Subaru Impreza 555             | WRC         |
| 1998 | 28th Smokefree Rally of New Zealand   | Carlos Sainz                   | Luis Moya                      | Toyota Corolla WRC             | WRC         |
| 1999 | 29th Rally of New Zealand             | Tommi Mäkinen                  | Risto Mannisenmäki             | Mitsubishi Lancer Evo VI       | WRC         |
| 2000 | 30th Rally of New Zealand             | Marcus Grönholm                | Timo Rautiainen                | Peugeot 206 WRC                | WRC         |
| 2001 | 31st Propecia Rally of New Zealand    | Richard Burns                  | Robert Reid                    | Subaru Impreza WRC 01          | WRC         |
| 2002 | 32nd Propecia Rally of New Zealand    | Marcus Grönholm                | Timo Rautiainen                | Peugeot 206 WRC                | WRC         |
| 2003 | 33rd Propecia Rally of New Zealand    | Marcus Grönholm                | Timo Rautiainen                | Peugeot 206 WRC                | WRC         |
| 2004 | 34th Propecia Rally of New Zealand    | Petter Solberg                 | Phil Mills                     | Subaru Impreza WRC 04          | WRC         |
| 2005 | 35th Propecia Rally of New Zealand    | Sébastien Loeb                 | Daniel Elena                   | Citroën Xsara WRC              | WRC         |
| 2006 | 36th Propecia Rally of New Zealand    | Marcus Grönholm                | Timo Rautiainen                | Ford Focus WRC                 | WRC         |
| 2007 | 37th Rally of New Zealand             | Marcus Grönholm                | Timo Rautiainen                | Ford Focus WRC                 | WRC         |
| 2008 | 38th Repco Rally of New Zealand       | Sébastien Loeb                 | Daniel Elena                   | Citroën C4 WRC                 | WRC         |
| 2009 | No disputat                           | No disputat                    | No disputat                    | No disputat                    | No disputat |
| 2010 | 40th Rally of New Zealand             | Jari-Matti Latvala             | Miikka Anttila                 | Ford Focus WRC                 | WRC         |
| 2011 | 41st Rally of New Zealand             | Hayden Paddon                  | John Kennard                   | Subaru Impreza STi             | WRC         |
| 2012 | 42nd Rally of New Zealand             | Sébastien Loeb                 | Daniel Elena                   | Citroën DS3 WRC                | WRC         |
| 2013 | No disputat                           | No disputat                    | No disputat                    | No disputat                    | No disputat |
| 2014 | No disputat                           | No disputat                    | No disputat                    | No disputat                    | No disputat |
| 2015 | No disputat                           | No disputat                    | No disputat                    | No disputat                    | No disputat |
| 2016 | No disputat                           | No disputat                    | No disputat                    | No disputat                    | No disputat |
| 2017 | 43rd Rally of New Zealand             | Hayden Paddon                  | John Kennard                   | Hyundai i20 AP4                |             |
| 2018 | 44th Rally of New Zealand             | Hayden Paddon                  | Malcolm Read                   | Hyundai i20 AP4                |             |
| 2019 | No disputat                           | No disputat                    | No disputat                    | No disputat                    | No disputat |
| 2020 | No disputat                           | No disputat                    | No disputat                    | No disputat                    | No disputat |
| 2021 | No disputat                           | No disputat                    | No disputat                    | No disputat                    | No disputat |
| 2022 | 45th Repco Rally New Zealand          | Kalle Rovanperä                | Jonne Halttunen                | Toyota GR Yaris WRC Rally1     | WRC         |